# Stora Årbotten
Stora Årbotten är en by nordost om Gunnern i Gunnarskogs socken i Arvika kommun. Från 2015 avgränsade SCB här en småort, som avregistrerade 2020.